# Condado de Buenavista
El condado de Buenavista es un título nobiliario español creado por Real Decreto del rey Carlos III de 3 de marzo de 1766 con el subsecuente Real Despacho de 10 de abril del propio año, con el vizcondado previo de la Sierra, a favor de Pedro José Calvo de la Puerta y Arango, mariscal de Campo de los Reales Ejércitos, regidor de La Habana.
El Título fue rehabilitado dos veces: 
- En 1892 por el rey Alfonso XIII a favor de María Francisca de las Mercedes (Claudia Ramona Josefa) O'Reilly y Pedroso, hija de Juan Francisco O'Reilly y Núñes del Castillo III marqués de Jústiz de Santa Ana y de María de los Dolores Pedroso y Pedroso, quién se convirtió en la quinta condesa de este Título.

- En 1958 por Francisco Franco Bahamonde a favor de Juan Francisco José (Ramón de las Mercedes de Nuestra Señora del Sagrado Corazón de Jesús) de la Cámara y O'Reilly.

## Condes de Buenavista
|                                               | Titular                                                                | Periodo                 |
| Creación por Carlos III                       | Creación por Carlos III                                                | Creación por Carlos III |
| --------------------------------------------- | ---------------------------------------------------------------------- | ----------------------- |
| I                                             | Pedro José Calvo de la Puerta y Arango                                 | 1766-1781               |
| II                                            | Francisco José María Calvo de la Puerta y O'Farrill                    | ¿ ?-1796                |
| III                                           | María Francisca de la Merced Calvo de la Puerta y Aparicio del Manzano | ¿ ? - 1814              |
| IV                                            | Manuel Francisco Antonio O'Reilly y Calvo de la Puerta                 | 1846 - 1882             |
| Rehabilitación por Alfonso XIII               |                                                                        |                         |
| V                                             | María Francisca de las Mercedes O'Reilly y Pedroso                     | 1892-1938               |
| Rehabilitación por Francisco Franco Bahamonde |                                                                        |                         |
| VI                                            | Juan Francisco José de la Cámara y O'Reilly                            | 1958-1971               |
| VII                                           | Juan de la Cámara y Goicoechea                                         | 1971-2007               |
| VIII                                          | María de las Mercedes de la Cámara y Goicoechea                        | 2008-2014               |
| IX                                            | Pedro Coll de la Cámara                                                | 2015 - actual titular   |

## Historia de los condes de Buenavista
- Pedro José Calvo de la Puerta y Arango (La Habana, 17 de abril de 1720-13 de octubre de 1781), I conde de Buenavista, abogado, alcalde ordinario de La Habana en 1745, 1756 y 1761, mariscal de Campo, catedrático de derecho real y decano de la facultad de Derecho Civil de la Real y Pontificia Universidad de San Jerónimo de La Habana.[3]

Se casó el 6 de diciembre de 1746 con Catalina Josefa O'Farrill y Arriola. Le sucedió su hijo:
- Francisco José María Calvo de la Puerta y O'Farrill, (La Habana, 22 de julio de 1750-29 de julio de 1796), II conde de Buenavista.[4]

Casó con María de la Luz Aparicio del Manzano y Justiz, III marquesa de Jústiz de Santa Ana. Le sucedió su hija:
- María Francisca de la Merced Calvo de la Puerta y Aparicio del Manzano, (La Habana, 6 de septiembre de 1778-22 de julio de 1814), III condesa de Buenavista.[5]

Casó con Pedro Pablo O'Reilly y de las Casas, II conde de O'Reilly. Le sucedió su hijo:
- Manuel Francisco Antonio O'Reilly y Calvo de la Puerta, (La Habana, 16 de enero de 1797-8 de mayo de 1882), IV conde de Buenavista, III conde de O'Reilly.[6]

Casó con María Francisca Núñez del Castillo y Montalvo, III condesa del Castillo con Grandeza de España, VI marquesa de San Felipe y Santiago. Le sucedió su sobrina paterna:
- María Francisca de las Mercedes Claudia Ramona Josefa O'Reilly y Pedroso, (La Habana, 30 de octubre de 1867-26 de abril de 1938), V condesa de Buenavista, V marquesa de Jústiz de Santa Ana.

Casó con José Ignacio de la Cámara y Morell de Santa Cruz. Le sucedió su hijo:
- María Francisca O'Reilly y Pedroso, (La Habana, 30 de octubre de 1867-26 de abril de 1938),  V condesa de Buenavista, V marquesa de Jústiz de Santa Ana.[7]  Fue dama noble de la Orden de María Luisa.

Se casó el 21 de diciembre de 1891 en la villa de Guanabacoa con José Ignacio de la Cámara y Morell de Santa Cruz (n. La Habana, 1 de febrero de 1854)  Le sucedió su hijo:
- Juan Francisco de la Cámara y O'Reilly (La Habana, 13 de octubre de 1897- ¿?), VI conde de Buenavista desde 1942 por cesión de su madre.[9]

Casó con María de las Mercedes Goicoechea y Durañona. Le sucedió su hijo:
- Juan de la Cámara y Goicoechea (m. 12 de enero de 2007), VII conde de Buenavista.[11]

No casó. Le sucedió su hermana:
- María de las Mercedes de la Cámara y Goicoechea, (m. Barcelona, 16 de agosto de 2014), VIII condesa de Buenavista.[12]

Casó con Pedro Coll y Llach. Le sucedió su hijo:
- Pedro Coll de la Cámara, IX conde de Buenavista.[13]

Casó en primeras nupcias con María Cristina Mencos Vilá, de quién tiene dos hijas y un hijo, Cristina, Alejandra y Gonzalo Coll Mencos y en segundas nupcias con Isabel Barata Raich.